# Karlsborg, Umeå kommun
Karlsborg är en bebyggelse öster om Holmsund vid kusten i Umeå kommun. Från 2015 avgränsar SCB här en småort.